# Narendra Singh Sarila
Narendra Singh Sarila (02 de febrero de 1927-08 de julio de 2011) fue un diplomático indio.

## Biografía
Heredero del estado principesco de Sarila en el centro de la India, hasta 1947 fue ayudante de campo de Luis Mountbatten.
En 1948, después de la independencia de la India, Singh Sarila se incorporó al Servicio Exterior de la India. Como diplomático, fue representante permanente adjunto de la delegación de la India ante la Sede de la Organización de las Naciones Unidas.
A finales de 1960 dirigió los departemientos Pakistán y organizaciones internacionales en el Ministerio de asuntos exteriores en Nueva Delhi.
Fue embajador en Madrid (mayo de 1972-noviembre de 1974), Brasilia (noviembre de 1974-febrero de 1977), Trípoli con acreditación concurrente en Valetta (febrero de 1977-18 de junio de 1981), Berna con acreditación concurrente ante la Santa Sede (18 de junio de 1981-20 de marzo de 1982) y París (1984-1986). En 1986 fue retirado.
De 1994 a 2000 fue Director ejecutivo de Nestlé India.

## Obras

### No ficción
Historia
- The Shadow of the Great Game: The Untold Story of India's Partition (2006)
- Once a Prince of Sarila: Of Palaces and Tiger Hunts, Of Nehrus and Mountbattens (2008)
- Vibhajan Ki Asali Kahani (2008)
- Une jeunesse indienne: fils de maharadjah, aide de camp de Lord Mountbatten (2011)

## Adaptaciones
- El último virrey de la India (2017), película dirigida por Gurinder Chadha, basada en el libro The Shadow of the Great Game: The Untold Story of India's Partition